# منوري (مقاطعة إسلام آباد غرب)
منوري (بالفارسية: منوری) هي قرية تقع في كرمانشاه في إيران. يقدر عدد سكانها بـ 109 نسمة .